# 어울마당로

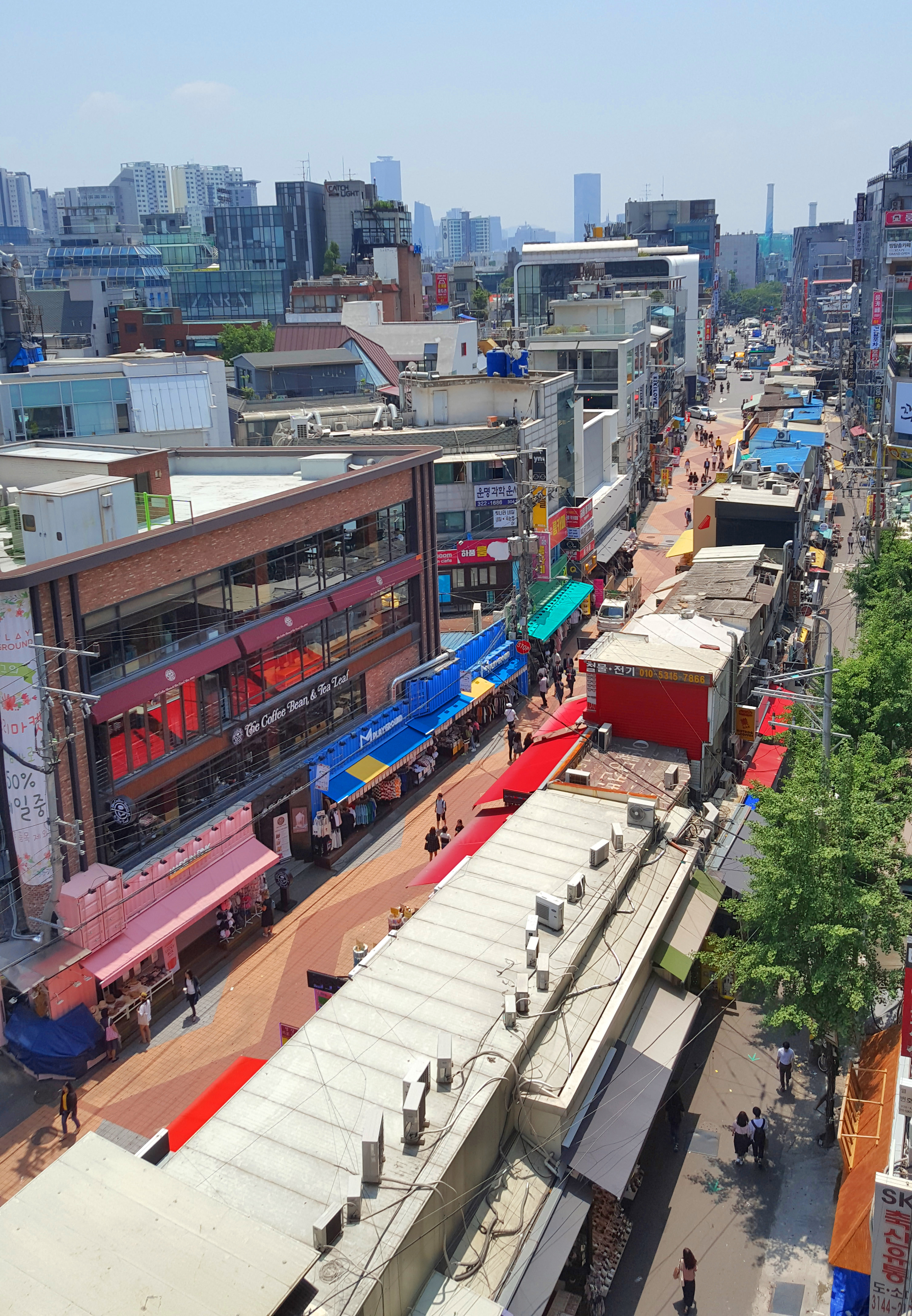
홍대 어울마당로

어울마당로(―路)는 서울특별시 마포구 당인동과 동교동을 잇는 도로이다. 이 도로가 통과하는 홍대 일대에 대학생들이 몰리고, 또한 매년 거리미술제를 개최하는 등 모든 사람이 어울린다는 뜻에서 붙은 이름이다. 원래 당인리선 철도가 지나던 길로, 특히 서교동 365번지 일대의 구간은 서교 365(西橋365)로 불린다.

## 역사
- 2010년 6월 17일 : 당인동 12-30부터 동교동 170-38까지의 도로를 어울마당로로 고시.[1]